# Storö, Ingå
Storö är en ö i Finland. Den ligger i Finska viken och i kommunen Ingå i den ekonomiska regionen  Raseborg i landskapet Nyland, i den södra delen av landet. Ön ligger omkring 62 kilometer väster om Helsingfors.
Öns area är 0,95 kvadratkilometer och dess största längd är 1,6 kilometer i öst-västlig riktning.